# Élection sénatoriale partielle de 2001 en Corse-du-Sud
Une élection sénatoriale partielle a lieu en Corse-du-Sud le 2 décembre 2001, pour remplacer Louis-Ferdinand de Rocca Serra, déchu de ses fonctions par le Conseil constitutionnel.

## Rappel des résultats de 1998
| Candidat et parti politique | Candidat et parti politique    | Candidat et parti politique | Premier tour | Premier tour | Second tour | Second tour |
| Candidat et parti politique | Candidat et parti politique    | Candidat et parti politique | Voix         | %            | Voix        | %           |
| --------------------------- | ------------------------------ | --------------------------- | ------------ | ------------ | ----------- | ----------- |
|                             | Louis-Ferdinand de Rocca Serra | DL                          | 167          | 47,99        | 173         | 49,43       |
|                             | Philippe Ceccaldi              | DVD                         | 119          | 34,20        | 129         | 36,86       |
|                             | François Piéri                 | PRG                         | 62           | 17,82        | 48          | 13,71       |
|                             | François Casanova              | FN                          | 0            | 0,00         | Retrait     | Retrait     |
|                             |                                |                             |              |              |             |             |
| Inscrits                    | Inscrits                       | Inscrits                    | 364          | 100,00       | 364         | 100,00      |
| Abstentions                 | Abstentions                    | Abstentions                 | 5            | 1,37         | 8           | 2,20        |
| Votants                     | Votants                        | Votants                     | 359          | 98,63        | 356         | 97,80       |
| Blancs et nuls              | Blancs et nuls                 | Blancs et nuls              | 11           | 3,06         | 6           | 1,69        |
| Exprimés                    | Exprimés                       | Exprimés                    | 348          | 96,94        | 350         | 98,31       |

## Sénateur déchu
| Sénateur | Sénateur                       | Parti | Fonctions lors de l'élection en 1998                 |
| -------- | ------------------------------ | ----- | ---------------------------------------------------- |
|          | Louis-Ferdinand de Rocca Serra | DL    | Sénateur sortant, conseiller général, maire de Levie |

## Présentation des candidats
Le nouveau représentant est élu jusqu'à la fin du mandat de Louis-Ferdinand de Rocca Serra, en 2008, au suffrage universel indirect par les 361 grands électeurs du département. En Corse-du-Sud, le sénateur est élu au scrutin majoritaire à deux tours.
| Candidats | Candidats         | Parti | Principale fonction                |
| --------- | ----------------- | ----- | ---------------------------------- |
|           | Paul Borelli      | PCF   |                                    |
|           | Nicolas Alfonsi   | PRG   | Conseiller général, maire de Piana |
|           | Philippe Ceccaldi | DVD   |                                    |

## Résultats
|                | Nicolas Alfonsi   | PRG            | 190 | 55,56  |  |  |
|                | Philippe Ceccaldi | DVD            | 135 | 39,47  |  |  |
|                | Paul Borelli      | PCF            | 17  | 4,97   |  |  |
|                |                   |                |     |        |  |  |
| Inscrits       | Inscrits          | Inscrits       | 354 | 100,00 |  |  |
| Abstentions    | Abstentions       | Abstentions    | 4   | 1,13   |  |  |
| Votants        | Votants           | Votants        | 350 | 98,87  |  |  |
| Blancs et nuls | Blancs et nuls    | Blancs et nuls | 8   | 2,26   |  |  |
| Exprimés       | Exprimés          | Exprimés       | 342 | 96,61  |  |  |